# BVS (Büchereiverwaltungssystem)
Das Büchereiverwaltungssystem BVS wird heute in zahlreichen Büchereien im deutschsprachigen Raum verwendet. Im Bereich der Kirchlichen Büchereien mit vorwiegend ehrenamtlichen Mitarbeitern ist BVS die am meisten eingesetzte Software. Sie setzt somit den Standard innerhalb der Kath. Büchereiarbeit des Borromäusvereins und im Deutschen Verband Evangelischer Büchereien.
Es wurde 1989 von den ehrenamtlichen Mitarbeitern der Owinger Bücherei entwickelt und wird mittlerweile in über 3.800 Büchereien in Deutschland und darüber hinaus eingesetzt.
BVS basiert auf dem SBC-Standard. Der Sachausschuss Software und Datenaustausch der Fachkonferenz des Borromäusvereins hat 2004 auf dessen Grundlage das Bibliotheksdaten-Austauschformat BAFO geschaffen.